# Dalīr
Dalīr (persiska: دِلير, دلير) är en ort i Iran.   Den ligger i provinsen Mazandaran, i den norra delen av landet, 80 km norr om huvudstaden Teheran. Dalīr ligger 2 058 meter över havet och antalet invånare är 310.
Terrängen runt Dalīr är huvudsakligen mycket bergig. Dalīr ligger nere i en dal.Runt Dalīr är det ganska tätbefolkat, med 83 invånare per kvadratkilometer. Närmaste större samhälle är Nārīān, 14,6 km sydväst om Dalīr. Trakten runt Dalīr består i huvudsak av gräsmarker.